# Бревин, Александр Михайлович
Александр Михайлович Бревин (1920—2003) — тракторист Заводоуковского леспромхоза в Тюменской области, Герой Социалистического Труда, Почётный гражданин Советского района (ныне Ханты-Мансийский автономный округ).

## Биография
Трудовую деятельность начал в 1934 году в г. Заводоуковске. В 1940 году призван в ряды РККА. Служил на Дальнем Востоке.
Участник Великой Отечественной войны, принимал участие в боевых действиях с Японией на острове Сахалин и Курильских островах. В 1947 году демобилизовался и до 1965 года работал трактористом, водителем на вывозке леса, старшим механиком лесопункта в Заводоуковском леспромхозе.
В 1965 году с семьёй переехал в рабочий поселок Советский Кондинского района. Работал в Советском райлеспромхозе в течение 28 лет.
В 1957 году за достигнутые высокие производственные показатели в работе Указом Президиума Верховного Совета СССР А. М. Бревин был удостоен звания Героя Социалистического Труда с вручением ему Ордена Ленина и Золотой медали «Серп и молот».
Вышел на пенсию в 1975 году, но продолжал работать.
За достигнутые высокие производственные показатели в социалистическом соревновании А. М. Бревин был занесен в Книгу Почёта Заводоуковского леспромхоза (1954—1955).
Депутат Верховного Совета СССР 5-го созыва от Ялуторовского избирательного округа № 340 Тюменской области (1958—1962), депутат Советского районного Совета депутатов трудящихся 13-го созыва от Калининского избирательного округа № 52 (1971—1973).
Умер в г. Советский .

## Награды
- Медаль «Серп и Молот»
- Орден Ленина
- Орден Отечественной войны 2 степени (1985)
- Медаль «За победу над Японией»
- Медаль «В ознаменование 100-летия со дня рождения Владимира Ильича Ленина»
- Юбилейная медаль «Двадцать лет Победы в Великой Отечественной войне 1941—1945 гг.»
- Юбилейная медаль «Тридцать лет Победы в Великой Отечественной войне 1941—1945 гг.»
- Юбилейная медаль «Сорок лет Победы в Великой Отечественной войне 1941—1945 гг.»
- Юбилейная медаль «50 лет Вооружённых Сил СССР»
- Юбилейная медаль «60 лет Вооружённых Сил СССР»
- Юбилейная медаль «70 лет Вооружённых Сил СССР»
- Медаль «Ветеран труда»
- Почётный гражданин Советского района (1988).